# Inmigración argentina en Chile
Los inmigrantes argentinos en Chile constituyen al año 2022 aproximadamente 85 202 habitantes, conformando aproximadamente el 6.5%, siendo los más numerosos los provenientes de Venezuela (30,7%), Perú (16,3%), Haití (12,5%), Colombia (11,4%) y Bolivia (8,5%). siendo la colonia más numerosa de expatriados argentinos en América Latina, y una de las mayores comunidades fuera de Argentina, ocupando el tercer lugar sólo detrás de Estados Unidos y España. Los argentinos conformaban en 2020 el sexto grupo de inmigrantes americanos más numerosos en Chile detrás de la comunidad venezolana, peruana, colombiana, haitiana y boliviana

## Historia

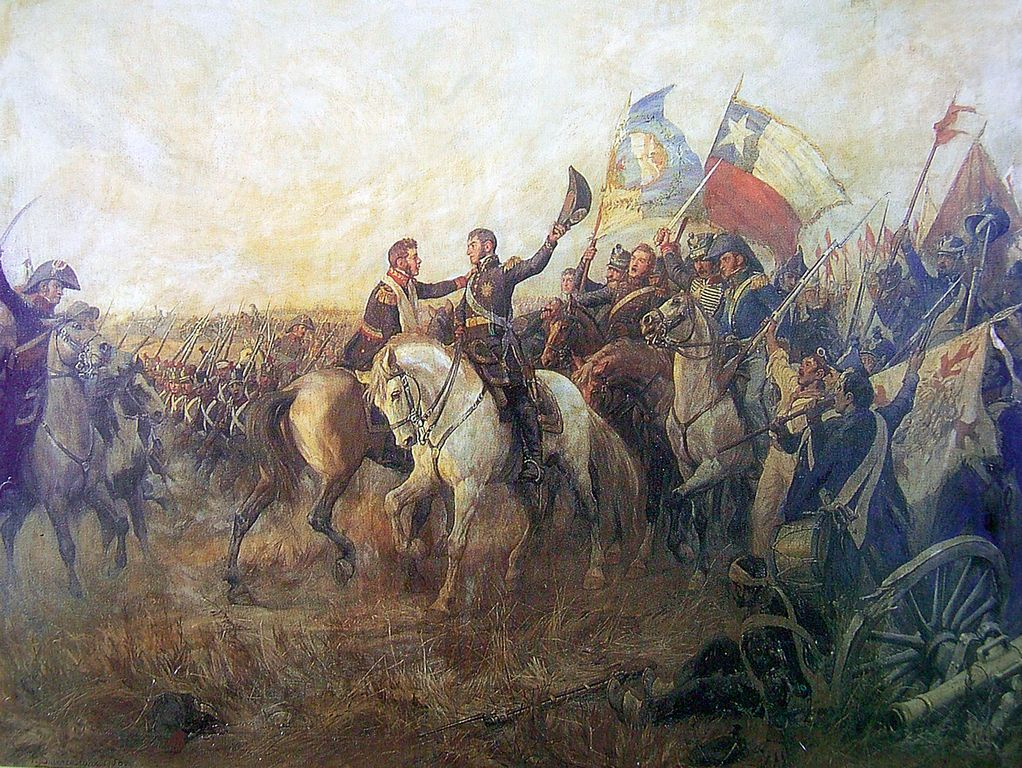
Abrazo de Maipú de Pedro Subercaseaux, donde se representa a los respectivos padres de la patria, Bernardo O'Higgins y José de San Martín.

La inmigración argentina en Chile se trata de un fenómeno de larga data que se remonta a la Independencia de Chile y a la época del Ejército de los Andes. Los primeros argentinos llegaron cuando se puso en marcha, en 1823, la Organización de la República de Chile luego de la Independencia, como fueron los casos de Cornelio Saavedra, Estanislao Lynch, Juan Gregorio Las Heras, Domingo Faustino Sarmiento y Bartolomé Mitre.
El mayor número de llegada de inmigrantes argentinos a Chile se dio en las décadas de 1940, 1950 y 1960. Tras el sangriento golpe de Estado de 1955 en el país trasandino, el presidente de Chile, Carlos Ibañez concedió el 
estatuto de asilados políticos a decenas de exiliados.(Page, 1984: 117).
De acuerdo al «perfil migratorio de Chile» elaborado por la Organización Internacional para las Migraciones, la inmigración argentina es la inmigración latinoamericana más antigua en Chile, ya que más del 60 % de la población argentina había llegado a territorio chileno antes de 1995. Según una encuesta de 2009, el 15 % de los argentinos llegó antes de 1969, el 5 % en la década de 1970, el 22 % en la década de 1980, el 39 % en los años 90 y el 19 % a partir de 2000. Producto de la 
crisis económica y social producida en Argentina a fines de 2001, se produjo un éxodo masivo de argentinos hacia el exterior, incluyendo Chile. Parte de los emigrados hacia Chile fueron familias chilenas con niños chilenos nacidos en suelo argentino.

## Estadísticas
En el censo chileno de 1970, los argentinos eran el 15,1 % de los inmigrantes en Chile, para 1982 el número había crecido a 34 415 migrantes. El censo chileno de 2002, arrojó el resultado de 50.448 argentinos en Chile (un 25,8 % de la población extranjera, manteniendo el primer puesto). En 2008 había 59 637 argentinos. Hacia 2010 la cifra era de 61 563 inmigrantes. Mientras que el censo 2012 informó sobre 66 332 argentinos, representando alrededor del 15 % de la población extranjera en Chile.
Las comunidades argentinas se ubican en Santiago de Chile (un 46,3 %) y en la zona de la Patagonia (un 11 %), sobre todo en la región de Aysén y la región de Magallanes y Antártica Chilena. En cuanto a la composición sexual, hay cantidades similares de hombres y mujeres. También en los últimos años aumentó la cantidad de jóvenes de alrededor o menos de 15 años de edad (un 27,9 %) y la de mayores de 65 años. El 61,4 % de los hombres y el 64,6 % de las mujeres argentinas llegó a territorio chileno hasta 1995, según datos del censo 2002.
En cuanto al empleo, los migrantes argentinos ocupan puestos de trabajo de alta, media calificación, como profesionales, servicios, comercio y trabajos de cuidado. Hacia 2009 el 52 % de los argentinos tenían trabajo, un 8 % estaba desocupado y el 39 %, inactivo. Casi el 60 % de la población activa de los inmigrantes argentinos se emplean en los sectores de servicio y transporte. La migración argentina se caracteriza por integrarse de manera homogénea a lo largo de todas las categorías ocupacionales, sin que exista una que concentre más del 25 % de los trabajadores de esa nacionalidad. En cuanto a la educación, en 2002 el 56 % de los inmigrantes argentinos tenía más de diez años de escolaridad, mientras que 4,8 % tenía menos.
Hacia 2008, Chile era el cuarto destino de la diáspora argentina tras España, Estados Unidos y Paraguay.
El «perfil migratorio de Argentina» elaborado por la Organización Internacional para las Migraciones detalla que una parte de los argentinos registrados en Chile son hijos de chilenos nacidos en Argentina, que retornaron con sus padres.
El Ministerio de Ciencia, Tecnología e Innovación Productiva indica que el 3 % de los investigadores argentinos repatriados entre 2003 y 2012 residía en Chile.

### Evolución de la población
| Inmigración argentina en Chile desde 1960 | Inmigración argentina en Chile desde 1960 | Inmigración argentina en Chile desde 1960 | Inmigración argentina en Chile desde 1960 | Inmigración argentina en Chile desde 1960 |
| Año                                       | Residentes argentinos                     | Instrumento                               | Fuente                                    |                                           |
| ----------------------------------------- | ----------------------------------------- | ----------------------------------------- | ----------------------------------------- | ----------------------------------------- |
| 1960                                      | 11 876                                    | Censo 1960                                | [ 17 ]                                    |                                           |
| 1970                                      | 13 674                                    | Censo 1970                                | [ 18 ]                                    |                                           |
| 1982                                      | 19 733                                    | Censo 1982                                | [ 19 ]                                    |                                           |
| 1992                                      | 34 415                                    | Censo 1992                                | [ 20 ]                                    |                                           |
| 2002                                      | 48 176                                    | Censo 2002                                | [ 21 ]                                    |                                           |
| 2012                                      | 66 332                                    | Censo 2012                                | [ 10 ]                                    |                                           |
| 2013                                      | 53 192 (est.)                             | Casen 2013                                | [ 22 ]                                    |                                           |
| 2015                                      | 55 185 (est.)                             | Casen 2015                                | [ 23 ]                                    |                                           |
| 2017                                      | 73 867                                    | Censo 2017                                | [ 24 ]                                    |                                           |
| 2018                                      | 87 926 (est.)                             | Dpto. de Extranjería de Chile             | [ 25 ]                                    |                                           |
| 2019                                      | 79 464                                    | Dpto. de Extranjería de Chile             | [ 26 ]                                    |                                           |
| 2020                                      | 76 029                                    | Dpto. de Extranjería de Chile             | [ 3 ]                                     |                                           |
| 2023                                      | 70.053                                    | [ 27 ]                                    |                                           |                                           |